# معاملة المثليين في الاتحاد الأوروبي
تعتبر حقوق المثليين والمثليات ومزدوجي التوجه الجنسي والمتحولين جنسياً (اختصاراً: LGBT) في الاتحاد الأوروبي محمية ومكفولة بموجب معاهدات وقانون الاتحاد الأوروبي. يعتبر النشاط الجنسي المثلي قانوني في جميع الدول الأعضاء والتمييز بحق الأفراد على أساس توجههم الجنسي محظور في مجال التوظيف منذ عام 2000، بينما تختلف قوانين الحماية في المجالات الأخرى والقوانين الخاصة بالاتحادات المدنية المثلية وزواج المثليين وتبني المثليين للأطفال من بلد لآخر من البلدان الأعضاء في الاتحاد.

## أشكال الحماية القانونية بموجب المعاهدات
تنص المادة العاشرة والمادة التاسعة عشر من معاهدة عمل الاتحاد الأوروبي على محاربة التمييز الذي يتعرض له الأفراد على أساس توجههم الجنسي. أُقِرت هذه الأحكام القانونية بموجب معاهدة أمستردام عام 1999.
كما تؤكد المادة رقم 21 من ميثاق الاتحاد الأوروبي للحقوق الأساسية على أنه «سيتم حظر أي تمييز قائم على أي أساس مثل [...] التوجه الجنسي». تمت الموافقة على الميثاق عام 2000، وأصبح مُلزم قانونياً عام 2009.

## الحماية التشريعية

حقوق المثليين في الاتحاد الأوروبي

بعد إدراج أحكام معاهدة أمستردام المذكورة أعلاه، سُنّ توجيه إطار المساواة 2000، الذي وضع إطارًا عامًا للمساواة في المعاملة في العمل والمهنة، وقد أجبر هذا التوجيه الإطاري جميع دول الاتحاد الأوروبي على تبني تشريعات مناهضة للتمييز في التوظيف خلال ثلاث سنوات. ويجب أن يتضمن هذا التشريع أحكاما لحماية الناس من التمييز على أساس التوجه الجنسي.
في الممارسة العملية، هذا يحمي مواطني الاتحاد الأوروبي من رفض وظيفة، أو من الفصل، بسبب توجههم الجنسي. كما أنه يحميهم من التعرض للمضايقة من قِبل أحد الزملاء بسبب توجههم الجنسي. إنه لا يغطي رفض الخدمات أو العلاج الطبي، ورفض إعطاء غرفة مزدوجة في الفندق، والحماية من التنمر في المدرسة ورفض مخططات الضمان الاجتماعي (مثل معاشات الناجين والمساعدة المالية لمقدمي الرعاية). إلا أن الحماية بموجب قانون الاتحاد الأوروبي في هذه الظروف تُمنح على أساس العرق أو الجنس.

### التوجيه المقترح
يحظر قانون مكافحة التمييز الأوروبي المقترح التمييز في مجالات الحماية الاجتماعية والمزايا الاجتماعية والتعليم والحصول على إمدادات السلع، على أساس المعتقد الديني والإعاقة والعمر والتوجه الجنسي. ومع ذلك، فقد تم إيقاف التوجيه في مجلس الاتحاد الأوروبي، على الرغم من الدعم القوي من البرلمان الأوروبي.

### حقوق المتحولين جنسيا
يأخذ قانون الاتحاد الأوروبي حاليًا مقاربة مختلفة لقضايا المتحولين جنسياً. على الرغم من اعتماد البرلمان الأوروبي قرارًا بشأن حقوق المتحولين جنسياً في وقت مبكر من عام 1989، فإن هوية المتحولين جنسياً غير مدرجة في أي تمويل من الاتحاد الأوروبي ولم يرد ذكرها في القانون الذي أنشأ المعهد الأوروبي للمساواة بين الجنسين كما كان التوجه الجنسي. ومع ذلك، فإن السوابق القضائية لمحكمة العدل الأوروبية يوفر بعض الحماية عن طريق تفسير التمييز على أساس الجنس للإشارة أيضا إلى الناس الذين لديهم «إعادة تحديد الجنس». وبالتالي فإن جميع قوانين التمييز الجنسي في الاتحاد الأوروبي تنطبق على الأشخاص المتحولين جنسياً. في عام 2002، تم تنقيح التوجيه 1976 للمساواة في المعاملة ليشمل التمييز على أساس التوجه الجنسي، ليعكس السوابق القضائية في التوجيه.

## إجراءات أخرى
بين عامي 2001 و 2006، تضمن برنامج العمل المجتمعي لمكافحة التمييز إنفاق 100 مليون يورو لمكافحة التمييز في عدد من المجالات، بما في ذلك التوجه الجنسي.
في عام 2009، عملت المفوضية الأوروبية على إيقاف قانون في ليتوانيا تضمن لغة معادية للمثليين وهدفت أيضًا إلى دعم مسيرة فخر المثليين في البلاد وغيرها من المسيرات التي تعرضت للتهديد بالحظر.

## العلاقات الخارجية
في يونيو 2010، اعتمد مجلس الاتحاد الأوروبي مجموعة أدوات غير ملزمة لتعزيز حقوق الإنسان للمثليين.
في يونيو 2013، قام المجلس بتحديثها لتشمل إرشادات لمجتمع المثليين ملزمة تُوجِّه دبلوماسيي الاتحاد الأوروبي في جميع أنحاء العالم للدفاع عن حقوق الإنسان لأفراد مجتمع المثليين.

## الاعتراف القانوني بالعلاقات المثلية
تم تقنين زواج المثليين في هولندا بلجيكا، إسبانيا، السويد، البرتغال، الدنمارك، فرنسا، المملكة المتحدة (باستثناء أيرلندا الشمالية)، لوكسمبورغ، جمهورية أيرلندا، فنلندا، مالطا ألمانيا، والنمسا. تم تقنين الاتحادات المدنية المثلية في النمسا، بلجيكا، كرواتيا، قبرص، جمهورية التشيك، إستونيا، فرنسا، اليونان، المجر، إيطاليا، لوكسمبورغ، هولندا، سلوفينيا والمملكة المتحدة. في الدنمارك، السويد وفنلندا كانت الاتحادات المدنية قانونية بين عامي 1989 و 2012 بين عامي 1995 و 2009 وبين عامي 2002 و 2017، على التوالي. في ألمانيا، كانت شراكات الحياة المسجلة قانونية بين عامي 2001 و 2017. في جمهورية أيرلندا كانت الشراكات المدنية قانونية بين عامي 2011 و 2015. ومع ذلك، لا تزال الشراكات المدنية الحالية/شراكات الحياة المسجلة معترف بها في جميع هذه البلدان.
حددت كل من بلغاريا وكرواتيا والمجر ولاتفيا وليتوانيا وبولندا وسلوفاكيا الزواج دستوريا بأنه زواج بين رجل وامرأة.
يشترط قانون الاتحاد الأوروبي (توجيه حقوق المواطنين 2004/38 /EC) على الدول الأعضاء التي أقرت الشراكات والاتحادات المثلية الاعتراف بشراكات واتحادات بعضهم البعض لغرض حرية التنقل. ومع ذلك، وافق البرلمان الأوروبي على تقرير يدعو إلى الاعتراف المتبادل.
وفقًا لقانون السوابق القضائية لمحكمة العدل الأوروبية بناءً على توجيه إطار عمل المساواة في التوظيف، يجب منح العاملين في شراكة مدنية مع شريك مثلي نفس المزايا الممنوحة لزملائهم عند الزواج، حيث لا يكون الزواج ممكنًا للأزواج المثليين. وضعت المحكمة هذا المبدأ في عام 2008 في قضية "تاداو ماروكو ضد فيرسورغونوسانستاد دير دويتشن بيهنن" (بالإنجليزية: Tadao Maruko v. Versorgungsanstalt der deutschen Bühnen)‏ فيما يتعلق بشراكة حياة مسجلة في ألمانيا. في ديسمبر 2013، أكدت المحكمة هذا في قضية "فريديريك هاي ضد كريدي أغريغول ميتيال (بالفرنسية: Frédéric Hay v. Crédit agricole mutuel)‏ (سي-267/12) فيما يتعلق بميثاق التضامن المدني فرنسي، وهو أقل بكثير من الزواج من شراكة الحياة المسجلة الألمانية.
أيضًا، وفقًا لمحكمة العدل الأوروبية في قضية كومان وآخرون ضد المفتشية العامة للهجرة ووزارة الداخلية، بموجب الحكم الصادر في 5 يونيو 2018، يتضمن «الزوج» (أو الشريك أو أي فرد آخر من أفراد الأسرة) في توجيه الحركة الحرة (2004/38 / EC) الزوج (الأجنبي) المثلي؛ يُطلب من الدول الأعضاء منح حق الإقامة للزوج المثلي (الأجنبي) لمواطن في الاتحاد الأوروبي.

## علاج التحويل
في مارس 2018، أصدر أغلبية نواب البرلمان الأوروبي قرارًا في تصويت 435 صوتا مقابل 109 صوتا ضد (435-109) يدين علاج التحويل ويحث الدول الأعضاء في الاتحاد الأوروبي على حظر هذه الممارسة. ذكر تقرير صادر عن المجموعة التابعة للبرلمان الأوروبي بشأن حقوق المثليين بعد صدور الإجراء أن «حاليًا، فقط مالطا وبعض المناطق في إسبانيا قد حظرت بشكل صريح علاجات تحويل المثليين.»

## قوانين التوجه الجنسي الخاصة بالدول الأعضاء
لمزيد من المعلومات انظر: حقوق المثليين في أوروبا#التشريع حسب البلد أو الإقليم
يكفل القانون حق الأفراد المثليين علناً في أداء الخدمة بالقوات المسلحة في جميع بلدان الاتحاد الأوروبي باستثناء قبرص، لكن هذا يخالف القانون الأوروبي، ولا يتم تطبيقه.
أصبحت مالطا البلد الأول والوحيد في الاتحاد الأوروبي والقارة الأوروبية بأسرها التي تقوم بحظر علاج التحويل اعتبارا من شهر ديسمبر عام 2016.
| حقوق المثليين في:                                               | المساكنة غير المسجلة                                                             | الاتحاد المدني                                                                      | زواج المثليين                                                                             | تبني المثليين للأطفال | قوانين مكافحة التمييز | قوانين جرائم وخطاب الكراهية |
| --------------------------------------------------------------- | -------------------------------------------------------------------------------- | ----------------------------------------------------------------------------------- | ----------------------------------------------------------------------------------------- | --- | --------------------- | --------------------------- |
| النمسا                                                          | نعم (منذ عام 2003)                                                               | نعم (الشراكات المسجلة منذ عام 2010)                                                 | نعم (منذ عام 2019)                                                                        | نعم (منذ عام 2016) | جميعها                | نعم                         |
| بلجيكا                                                          | لا                                                                               | نعم (المساكنة القانونية منذ عام 2000)                                               | نعم (منذ عام 2003)                                                                        | نعم (منذ عام 2006) | جميعها                | نعم                         |
| بلغاريا                                                         | لا                                                                               | لا                                                                                  | حظر دستوري منذ عام 1991                                                                   | لا | جميعها                | لا                          |
| كرواتيا                                                         | نعم (منذ عام 2003)                                                               | نعم (شراكة حياة منذ عام 2014)                                                       | حظر دستوري منذ عام 2013                                                                   | يعد تبني أحد الشريكين للطفل البيولوجي للشريك الآخر قانوني بحكم الأمر الواقع من خلال "وصاية الشريك" منذ 2014                          | جميعها                | نعم                         |
| قبرص                                                            | لا                                                                               | نعم (الاعتراف بالمساكنة المدنية منذ عام 2015)                                       | لا                                                                                        | لا | جميعها                | نعم                         |
| التشيك                                                          | نعم (منذ عام 2001)                                                               | نعم (الشراكات المسجلة منذ عام 2006)                                                 | قالب:No، في الإنتظار                                                                      | لا (تبني أحد الشريكين للطفل البيولوجي للشريك الآخر والتبني بشكل مشترك في الإنتظار)                                                   | جميعها                | لا                          |
| الدنمارك                                                        | نعم (منذ عام 1986)                                                               | الشراكات المسجلة بين عامي 1989 و 2012، وما زال يُعترف قانوناً بحالات محددة منها       | نعم (منذ عام 2012)                                                                        | نعم (منذ عام 2010) | جميعها                | نعم                         |
| إستونيا                                                         | لا                                                                               | نعم (اتفاق المساكنة قانوني منذ عام 2016)                                            | الاعتراف بزواج المثليين الذي يتم عقده في الخارج منذ عام 2016                              | تبني أحد الشريكين للطفل البيولوجي للشريك الآخر منذ عام 2016                                                                          | جميعها                | نعم                         |
| فنلندا                                                          | لا                                                                               | نعم (الشراكات المسجلة بين عامي 2002 و2017)                                          | نعم (منذ عام 2017)                                                                        | نعم (منذ عام 2017) | جميعها                | نعم                         |
| فرنسا                                                           | نعم (منذ عام 1999)                                                               | نعم (ميثاق التضامن المدني منذ عام 1999)                                             | نعم (منذ عام 2013)                                                                        | نعم (منذ عام 2013) | جميعها                | نعم                         |
| ألمانيا                                                         | لا                                                                               | شراكات مسجلة بين عامي 2001 و 2017، وما زال يُعترف قانوناً بحالات محددة من الشراكة     | نعم (منذ عام 2017)                                                                        | نعم (منذ عام 2017) | جميعها                | نعم                         |
| اليونان                                                         | لا                                                                               | نعم (اتفاق المساكنة قانوني منذ عام 2015)                                            | لا                                                                                        | يمكن للشركاء المثليين في اتفاق المساكنة حضانة الأطفال مؤقتا. يستطيع الأفراد من مجتمع المثليين بالتبني، لكن لا يسمح للشركاء المثليين. | جميعها                | نعم                         |
| المجر                                                           | نعم (منذ عام 1996)                                                               | نعم (الشراكات المسجلة منذ عام 2009)                                                 | لا حظر دستوري منذ عام 2012                                                                | لا | جميعها                | نعم                         |
| جمهورية أيرلندا                                                 | نعم (منذ عام 2011)                                                               | الشراكات المدنية بين عامي 2011 و 2015، وما زال يُعترف قانوناً بحالات محددة منها       | نعم (منذ عام 2015)                                                                        | نعم (منذ عام 2015) | جميعها                | نعم                         |
| إيطاليا                                                         | نعم (منذ عام 2016)                                                               | نعم (الاتحادات المدنية منذ عام 2016)                                                | تم الاعتراف زواج مثلي واحد في عام 2017                                                    | تم الاعتراف بتبني أحد الشريكين للطفل البيولوجي للشريك الآخر من قبل محكمة النقض الإيطالية منذ عام 2016                                | جميعها                | لا                          |
| لاتفيا                                                          | لا                                                                               | لا                                                                                  | حظر دستوري منذ عام 2006                                                                   | لا | بعضها                 | لا                          |
| ليتوانيا                                                        | لا                                                                               | لا                                                                                  | حظر دستوري منذ عام 1992                                                                   | لا | جميعها                | نعم                         |
| لوكسمبورغ                                                       | لا                                                                               | نعم (شراكات مسجلة منذ عام 2004)                                                     | نعم (منذ عام 2015)                                                                        | نعم (منذ عام 2015) | جميعها                | نعم                         |
| مالطا                                                           | نعم (منذ عام 2017)                                                               | نعم (الاتحادات المدنية منذ عام 2014)                                                | نعم (منذ عام 2017)                                                                        | نعم (منذ عام 2014) | جميعها                | نعم                         |
| هولندا                                                          | نعم (منذ عام 1979)                                                               | نعم (الشراكات المسجلة منذ عام 1998)                                                 | نعم (منذ عام 2001)                                                                        | نعم | جميعها                | نعم                         |
| بولندا                                                          | لا                                                                               | لا                                                                                  | حظر دستوري منذ عام 1997                                                                   | لا | بعضها                 | لا                          |
| البرتغال                                                        | نعم (منذ عام 2001)                                                               | نعم                                                                                 | نعم (منذ عام 2010)                                                                        | نعم (منذ عام 2016) | جميعها                | نعم                         |
| رومانيا                                                         | لا                                                                               | لا                                                                                  | لا                                                                                        | لا | جميعها                | نعم                         |
| سلوفاكيا                                                        | نعم (حقوق محدودة ل«الشخص القريب» معترف بها بموجب القانون المدني وقانون العقوبات) | لا                                                                                  | حظر دستوري منذ عام 2014                                                                   | لا | جميعها                | نعم                         |
| سلوفينيا                                                        | نعم (منذ عام 2006)                                                               | نعم (شراكات مسجلة منذ عام 2017)                                                     | لا                                                                                        | تبني أحد الشريكين للطفل البيولوجي للشريك الآخر منذ عام 2011                                                                          | جميعها                | نعم                         |
| إسبانيا                                                         | نعم (منذ عام 1995)                                                               | (في كل المناطق المتمعة بالحكم الذاتي ال17 والمدينتين المتمتعتين بالحكم الذاتي)      | نعم (منذ عام 2005)                                                                        | نعم | جميعها                | نعم                         |
| السويد                                                          | نعم (منذ عام 1988)                                                               | الشراكات المسجلة بين عامي 1995 و 2009، وما زال يُعترف قانوناً بحالات محددة من الشراكة | نعم (منذ عام 2009)                                                                        | نعم (منذ عام 2002) | جميعها                | نعم                         |
| المملكة المتحدة (وتشمل إقليم ما وراء البحار البريطاني جبل طارق) | فقط في اسكتلندا منذ 2006                                                         | نعم (الشراكات المسجلة في جميع أنحاء البلاد منذ عام 2005، وفي جبل طارق منذ عام 2014) | نعم (في إنجلترا وويلز واسكتلندا منذ 2014، وفي جبل طارق منذ 2016) لا (في أيرلندا الشمالية) | نعم (في إنجلترا وويلز منذ عام 2005، في اسكتلندا منذ عام 2009، وفي أيرلندا الشمالية منذ عام 2013 وفي جبل طارق منذ عام 2014)           | جميعها                | نعم                         |

لا يشمل قانون الاتحاد الأوروبي المنطقة الواقعة تحت حكم جمهورية قبرص الشمالية بسبب نزاع قبرص الذي أدى إلى فصل قبرص الشمالية عن المنطقة الواقعة تحت حكم جمهورية قبرص.
| حقوق المثليين في: | الاتحاد المدني | زواج المثليين | تبني المثليين للأطفال | قوانين مكافحة التمييز | قوانين جرائم وخطاب الكراهية |
| ----------------- | -------------- | ------------- | --------------------- | --------------------- | --------------------------- |
| قبرص الشمالية     | لا             | لا            | لا                    | جميعها                | نعم                         |